# Jorge Fossati
Jorge Daniel „Nonno” Fossati Lurachi (ur. 22 listopada 1952 w Montevideo) – urugwajski piłkarz występujący na pozycji bramkarza, a obecnie trener. Posiada również obywatelstwo włoskie.

## Kariera piłkarska
Fossati zawodową karierę rozpoczynał w 1970 roku w zespole Rampla Juniors. W 1972 roku przeszedł do Centralu Español, a w 1973 roku trafił do CA Peñarol. W ciągu 8 sezonów wraz z zespołem zdobył 5 mistrzostw Urugwaju (1973, 1974, 1975, 1978, 1979).
W 1981 roku odszedł do argentyńskiego Independiente i spędził tam sezon 1981. W następnym sezonie występował z kolei w kolumbijskim Millonarios. W 1983 roku przeszedł do paragwajskiej Olimpii, z którą w tym samym roku zdobył mistrzostwo Paragwaju.
W 1984 roku został graczem chilijskiego Green Cross. Potem grał w argentyńskim Rosario Central, argentyńskim Textil Mandiyú oraz brazylijskich drużynach Avaí FC i Coritiba. W 1990 roku zakończył karierę.

## Kariera trenerska
W swojej karierze trenerskie Fossati prowadził takie zespoły jak River Plate Montevideo, Peñarol (dwukrotnie), Cerro Porteño (dwukrotnie), Danubio (dwukrotnie), CA Colón, LDU Quito (dwukrotnie), reprezentacja Urugwaju, Al-Sadd (dwukrotnie), reprezentacja Kataru (dwukrotnie), SC Internacional, Asz-Szabab Rijad, Al-Ain oraz Ar-Rajjan SC.
Do jego największych sukcesów należą mistrzostwo Kataru, Qatar Crown Prince Cup, Emir of Qatar Cup oraz Sheikh Jassem Cup zdobyte z Al-Sadd w 2007 roku, Copa Sudamericana oraz Recopa Sudamericana z LDU Quito (2009), Copa Libertadores z Internacionalem (2010) oraz Saudi Federation Cup z Asz-Szabab w 2010.